# Prequel
Ein Prequel ([ˈpriːkwəl]; aus dem Englischen entlehnt) ist eine Erzählung, die als Fortsetzung zu einem Werk erscheint, deren Handlung aber in der internen Chronologie vor der Handlung des zuerst erschienenen Teils angesiedelt ist. Das Wort ist eine Analogiebildung zu sequel („Folge, Fortsetzung“), verschmolzen mit dem Präfix pre- „vor“, um das Gegenteil von sequel zu bezeichnen.
Prequels finden sich in verschiedenen Kunstformen wie Literatur, bei Film- und Fernseh-Produktionen, in der Oper und bei Computerspielen.

## Beispiele
Das Musical Wicked – Die Hexen von Oz erzählt die Vorgeschichte der Handlung des Filmmusicals Der Zauberer von Oz.

### In der Literatur
| Jahr | Prequel                                                          | Das Original                     | Jahr      |
| ---- | ---------------------------------------------------------------- | -------------------------------- | --------- |
| 1841 | The Deerslayer                                                   | The Pioneers                     | 1823      |
| 1912 | Ingenieur Menni                                                  | Der rote Stern                   | 1907      |
| 1956 | Das Wunder von Narnia                                            | Der König von Narnia             | 1950      |
| 1977 | Das Silmarillion                                                 | Der Herr der Ringe               | 1954      |
| 1996 | Caliban’s Hour                                                   | Der Sturm                        | 1611      |
| 1997 | Wo die Tiere zu Hause waren                                      | Als die Tiere den Wald verließen | 1980      |
| 1999 | Der neue Frühling                                                | Das Rad der Zeit                 | 1990–2013 |
| 2004 | Neue Vahr Süd                                                    | Herr Lehmann                     | 2001      |
| 2006 | Hannibal Rising                                                  | Roter Drache                     | 1981      |
| 2008 | Halo: Erstkontakt                                                | Halo: Die Schlacht um Reach      | 2003      |
| 2009 | Soul Kitchen. Der Geschichte erster Teil – das Buch vor dem Film | Soul Kitchen                     | 2009      |
| 2009 | Magie                                                            | Die Gilde der Schwarzen Magier   | 2001–2003 |
| 2010 | Bartimäus – Der Ring des Salomo                                  | Bartimäus                        | 2003–2006 |
| 2014 | Level                                                            | Silo                             | 2013      |

Bei Soul Kitchen (2009) handelt es sich um einen Sonderfall. Der Film von Fatih Akin, der als Ausgangswerk gelten muss, besitzt ein Prequel in Romanform von Jasmin Ramadan: Soul Kitchen. Der Geschichte erster Teil – das Buch vor dem Film. Es erschien gleichzeitig mit der Welturaufführung des Kinofilms.
Bei Halo handelt es sich um die Romane zum gleichnamigen Computerspiel.

### Im Film
| Jahr                     | Prequel/s | Das Original                                         | Jahr |
| ------------------------ | --- | ---------------------------------------------------- | ---- |
| 1984                     | Indiana Jones und der Tempel des Todes | Jäger des verlorenen Schatzes                        | 1981 |
| 1999 2002 2005 2016 2018 | Star Wars: Episode I – Die dunkle Bedrohung Star Wars: Episode II – Angriff der Klonkrieger Star Wars: Episode III – Die Rache der Sith Rogue One: A Star Wars Story Solo: A Star Wars Story | Star Wars: Episode IV – Eine neue Hoffnung           | 1977 |
| 2009                     | Underworld – Aufstand der Lykaner | Underworld                                           | 2003 |
| 1998                     | Mortal Kombat: Conquest | Mortal Kombat                                        | 1995 |
| 2005                     | Carlito’s Way: Rise to Power | Carlito’s Way                                        | 1993 |
| 2000                     | Die Flintstones in Viva Rock Vegas | Flintstones – Die Familie Feuerstein                 | 1994 |
| 2000                     | Eiskalte Engel 2 | Eiskalte Engel                                       | 1999 |
| 1998                     | Fear and Loathing in Las Vegas | Blast – Wo die Büffel röhren                         | 1980 |
| 2002                     | Old Men in New Cars | In China essen sie Hunde                             | 1999 |
| 2011                     | Der gestiefelte Kater | Shrek – Der tollkühne Held                           | 2001 |
| 1966                     | Zwei glorreiche Halunken | Für eine Handvoll Dollar                             | 1964 |
| 2007 2002                | Hannibal Rising – Wie alles begann Roter Drache | Das Schweigen der Lämmer                             | 1991 |
| 2003                     | Gods and Generals | Gettysburg                                           | 1993 |
| 2004                     | Cube Zero | Cube                                                 | 1997 |
| 2010 2011 2012           | Paranormal Activity 2 Paranormal Activity 3 Paranormal Activity 4 | Paranormal Activity                                  | 2007 |
| 2010                     | Death Race 2 | Death Race                                           | 2008 |
| 2003                     | Infernal Affairs II | Infernal Affairs                                     | 2002 |
| 2006                     | Texas Chainsaw Massacre: The Beginning | Michael Bay’s Texas Chainsaw Massacre                | 2003 |
| 2009 2011                | X-Men Origins: Wolverine X-Men: Erste Entscheidung | X-Men                                                | 2000 |
| 2011                     | Final Destination 5 | Final Destination                                    | 2000 |
| 1990                     | Psycho IV – The Beginning | Psycho                                               | 1960 |
| 2011                     | The Thing | Das Ding aus einer anderen Welt                      | 1982 |
| 2012 2013 2014           | Der Hobbit: Eine unerwartete Reise Der Hobbit: Smaugs Einöde Der Hobbit: Die Schlacht der Fünf Heere                                                                                         | Der Herr der Ringe: Die Gefährten                    | 2001 |
| 2011                     | Wrong Turn 4: Bloody Beginnings | Wrong Turn                                           | 2003 |
| 2004                     | Exorzist: Der Anfang | Der Exorzist                                         | 1973 |
| 2000                     | From Dusk Till Dawn 3 – The Hangman’s Daughter | From Dusk Till Dawn                                  | 1996 |
| 2012 2017                | Prometheus – Dunkle Zeichen Alien: Covenant | Alien – Das unheimliche Wesen aus einer fremden Welt | 1979 |
| 2013                     | Die Monster Uni | Die Monster AG                                       | 2001 |
| 2015 2022                | Minions Minions - Auf der Suche nach dem Mini-Boss | Ich – Einfach unverbesserlich                        | 2010 |

### In Serien
| Jahr      | Prequel                                | Original                               | Jahr      |
| --------- | -------------------------------------- | -------------------------------------- | --------- |
| 1992      | Twin Peaks – Der Film                  | Twin Peaks                             | 1990      |
| 1992–1993 | Die Abenteuer des jungen Indiana Jones | Indiana Jones und der Tempel des Todes | 1984      |
| 2001–2005 | Star Trek: Enterprise                  | Raumschiff Enterprise                  | 1966–1969 |
| 2005      | Die Ahnen der Saurier                  | Dinosaurier – Im Reich der Giganten    | 1999      |
| 2006      | Jesse Stone: Knallhart                 | Jesse Stone: Eiskalt                   | 2005      |
| 2009–2010 | Caprica                                | Battlestar Galactica                   | 2003–2009 |
| 2011      | Burn Notice: The Fall of Sam Axe       | Burn Notice                            | 2007–2013 |
| 2011      | Spartacus: Gods of the Arena           | Spartacus                              | 2010–2013 |
| 2013–2014 | The Carrie Diaries                     | Sex and the City                       | 1998–2004 |
| 2015–2022 | Better Call Saul                       | Breaking Bad                           | 2008–2013 |
| 2017–2024 | Young Sheldon                          | The Big Bang Theory                    | 2007–2019 |
| seit 2024 | Dexter: Original Sin                   | Dexter                                 | 2006–2014 |

### Bei Computerspielen
| Jahr           | Prequel                                                                                      | Original                            | Jahr |
| -------------- | -------------------------------------------------------------------------------------------- | ----------------------------------- | ---- |
| 1995           | Super Mario World 2: Yoshi’s Island                                                          | Super Mario World                   | 1990 |
| 2008           | S.T.A.L.K.E.R.: Clear Sky                                                                    | S.T.A.L.K.E.R.: Shadow of Chernobyl | 2007 |
| 2009 2010      | Halo Wars Halo: Reach                                                                        | Halo: Kampf um die Zukunft          | 2002 |
| 2008           | Crisis Core: Final Fantasy VII                                                               | Final Fantasy VII                   | 1997 |
| 2006           | Shadow of the Colossus                                                                       | ICO                                 | 2001 |
| 2009           | Call of Juarez: Bound in Blood                                                               | Call of Juarez                      | 2006 |
| 2010           | Drakensang: Am Fluss der Zeit                                                                | Das Schwarze Auge: Drakensang       | 2008 |
| 2011           | Deus Ex: Human Revolution                                                                    | Deus Ex                             | 2000 |
| 2010           | Kingdom Hearts Birth by Sleep                                                                | Kingdom Hearts                      | 2002 |
| 2013           | Batman: Arkham Origins                                                                       | Batman: Arkham Asylum               | 2009 |
| 2013           | God of War: Ascension                                                                        | God of War (2005)                   | 2005 |
| 2014 2015 2016 | Five Nights at Freddy’s 2 Five Nights at Freddy’s 4 Five Nights at Freddy’s: Sister Location | Five Nights at Freddy’s             | 2014 |
| 2015           | Wolfenstein: The Old Blood                                                                   | Wolfenstein: The New Order          | 2014 |
| 2017           | Life Is Strange: Before the Storm                                                            | Life is Strange                     | 2015 |
| 2018           | Hello Neighbor: Hide & Seek                                                                  | Hello Neighbor                      | 2017 |
| 2020           | Half-Life: Alyx                                                                              | Half-Life 2                         | 2004 |

## Belege
1. ↑  Prequel, Eintrag im Duden (abgerufen am 12. Juni 2014)